# La Lagunilla, Delstaten Mexiko
La Lagunilla är en ort i Mexiko.   Den ligger i kommunen Tenancingo och delstaten Mexiko, i den sydöstra delen av landet, 80 km sydväst om huvudstaden Mexico City. La Lagunilla ligger 2 006 meter över havet och antalet invånare är 680.
Terrängen runt La Lagunilla är kuperad, och sluttar söderut. Runt La Lagunilla är det tätbefolkat, med 427 invånare per kvadratkilometer. Närmaste större samhälle är Tenango de Arista, 19,9 km norr om La Lagunilla. I omgivningarna runt La Lagunilla växer huvudsakligen savannskog.